# DFS 39

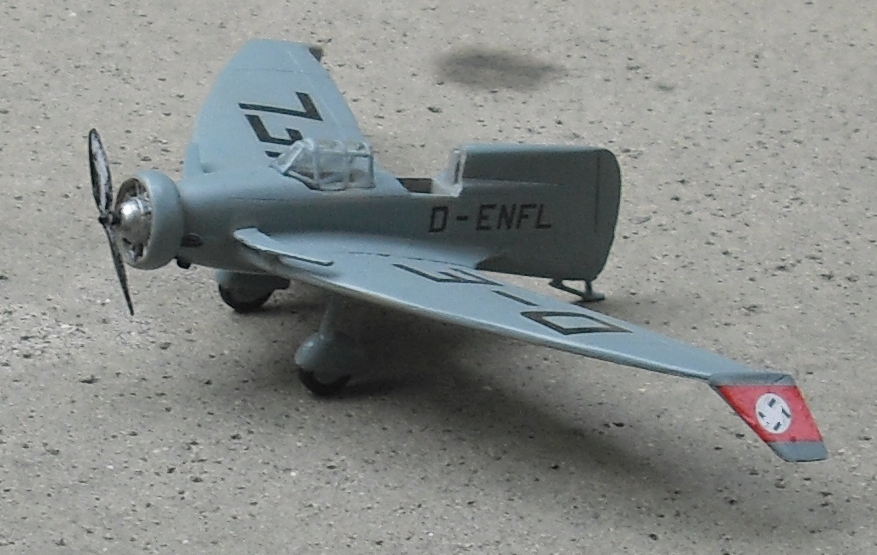
Modell der DFS 39

Die DFS 39 Delta IVc war ein schwanzloses Versuchsflugzeug der Deutschen Forschungsanstalt für Segelflug (DFS).

## Entwicklung
Entwickelt wurde das Flugzeug 1935 als Versuchsflugzeug der Delta-Reihe auf Basis der Fieseler F 3. Diese von Lippisch konzipierte Versuchsreihe hatte zum Ziel, schwanzlose Flugzeuge, also Flugzeuge ohne Höhenleitwerk, auf ihre Flugstabilität hin zu untersuchen. Die Delta IVc war als Ergebnis vorheriger Muster sowie auf Anregung von Lippisch entstanden. Es sollte nachgewiesen werden, dass die Stabilität um die Hochachse durch nach unten abgewinkelte Flügelenden zusammen mit gekielten Flächenfortsätzen zu erzielen ist. Mit der Delta IVc konnte diese Theorie als richtig bewiesen werden.

## Aufbau
Das Flugzeug war als schwanzloser freitragender Tiefdecker in Holzbauweise ausgeführt. Der Rumpf war zu einer nach hinten senkrecht stehenden Schneide ausgebildet. Des Weiteren fanden ein festes Normalfahrwerk sowie ein luftgekühlter Pobjoy-Sternmotor mit 85 PS Verwendung. Die Zwei-Mann-Besatzung saß hintereinander in getrennten Sitzen.

## Technische Daten

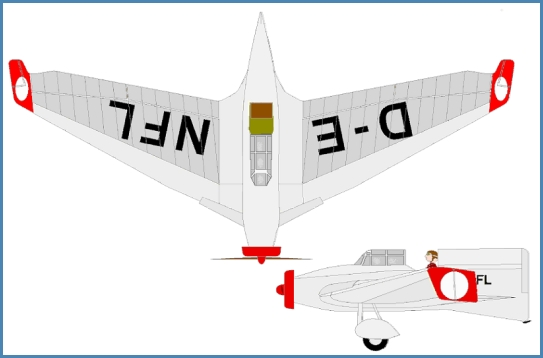
Zweiseitenansicht DFS 39

| Kenngröße             | Daten DFS 39 d – Delta IVc             |
| --------------------- | -------------------------------------- |
| Besatzung             | 1                                      |
| Passagiere            | 1                                      |
| Länge                 | 5,4 m                                  |
| Spannweite            | 9,6 m                                  |
| Höhe                  | 1,8 m                                  |
| Flügelfläche          | 13,4 m²                                |
| Flügelstreckung       | 6,9                                    |
| Leermasse             | 390 kg                                 |
| max. Startmasse       | 600 kg                                 |
| Reisegeschwindigkeit  |                                        |
| Höchstgeschwindigkeit | 220 km/h                               |
| Dienstgipfelhöhe      | 6300 m                                 |
| Reichweite            | 1350 km                                |
| Triebwerk             | ein Pobjoy-R-Sternmotor; 85 PS (63 kW) |